# Elis Duncker

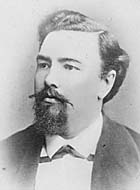
Elis Gabriel Duncker

Elis Gabriel Duncker född 1 februari 1844 i Artsjö socken, Nylands län, död 8 september 1876, var en finländsk operasångare, baryton. Han var Edward Dunckers yngste bror.

## Liv
Efter studentexamen studerade Duncker juridik vid Helsingfors universitet, avlade domarexamen 1870 och blev 1871 auskultant vid Viborgs hovrätt. Han började redan våren samma år med sångstudier på heltid, först i Sankt Petersburg, senare i Milano och Florens. Tillbaka i hemlandet blev han 1874 anställd vid Finska operan i Helsingfors, som hade grundats året innan. I december 1875 gav han sig ut på en ny studieresa till Berlin och Paris. Kort efter hemkomsten drabbades Duncker av en häftig febersjukdom och avled den 8 september 1876. Duncker var en av de första finländska sångarna som skaffade sig en professionell sångarutbildning i utlandet. Han hade en vacker barytonstämma, spåddes "una brillante carriera" av sina lärare och skall också ha varit en utmärkt skådespelare. Under sin korta tid vid operan i Helsingfors gjorde han följande roller: Figaro i "Barberaren i Sevilla" (Rossini), hertigen av Ferrara i "Lucrezia Borgia" (Donizetti) och Ravenswood i "Lucia di Lammermoor" (Verdi).